# Колихманово
Колихманово (рос. Колыхманово) — присілок в Юхновському районі Калузької області Російської Федерації.
Населення становить 279 осіб. Входить до складу муніципального утворення Присілок Колихманово.

## Історія
Від 2004 року входить до складу муніципального утворення Присілок Колихманово

## Населення
| 2002 | 2010 |
| ---- | ---- |
| 355  | ↘279 |